# Itame helena
Itame helena là một loài bướm đêm trong họ Geometridae.